# Zhang Ning
Zhang Ning (født 19. maj 1975 i Jinzhou) er en kinesisk badmintonspiller. Hendes største internationale sejr, var da hun repræsenterede Kina under Sommer-OL 2008 i Beijing, Kina. Her vandt hun en guldmedalje foran Xie Xingfang fra Kina. Hun har også en guldmedalje fra OL i Athen 2004.